# Marin (prenume)
Marin este un prenume românesc:
- Marin Almăjanu - politician român
- Marin Anton - politician român
- Marin Bobeș - politician român
- Marin Ceaușescu - economist și diplomat, fratele mai mare al dictatorului Nicolae Ceaușescu
- Marin Constantin - muzician român, fondatorul și dirijorul corului Madrigal
- Marin Cristea - politician român
- Marin Diaconescu - politician român
- Marin Durac - politician român
- Marin Bivolaru - politician român
- Marin Dinu - politician român
- Marin Dragnea - general român
- Marin Dragnea - fotbalist român
- Marin Ionică - politician român
- Marin Iorda - regizor român
- Marin Mersenne - teolog francez
- Marin Mincu - poet român
- Marin Moraru - actor român
- Marin Nicolai - politician român
- Marin Preda - scriitor român
- Marin Predilă - politician român
- Marin Sorescu - scriitor român
- Marin Teodorescu - cântăreț român
- Marin Gh. Voiculescu - medic român